# Zygmunt Janota
Zygmunt Janota (ur. 21 kwietnia 1929, zm. 10 kwietnia 2019) – polski plastyk, architekt wnętrz, konserwator zabytków, jeden z założycieli Automobilklubu Dolnośląskiego

## Życiorys
Po zakończeniu II wojny światowej zamieszkał z rodziną we Wrocławiu, gdzie uczęszczał do miejscowego Liceum Plastycznego, które ukończył w 1950 roku. Następnie rozpoczął studia na Państwowej Wyższej Szkole Sztuk Plastycznych, na której w latach 1953–1954 był kierownikiem Zakładu Naukowo-Badawczego Szkła. W 1956 roku uzyskał dyplom na Wydziale Szkła PWSSP w pracowni profesora Stanisława Dawskiego.
Po ukończeniu studiów pracował w Hucie Szkła Gospodarczego w Szczytnej, a w 1959 roku zamieszkał w Kłodzku. Od 1963 roku pracował w tamtejszym Biurze Projektów, opracowując projekt rewitalizacji Starego Miasta. W latach 1965–1969 był radnym Powiatowej Rady Narodowej w Kłodzku i przewodniczącym komisji kultury. Od 1972 do 1975 roku zajmował stanowisko plastyka powiatowego. 
Był komisarzem generalnym i laureatem I Ogólnopolskiego Triennale Szkła w 1976 roku. Uczestniczył w wielu wystawach krajowych w Kłodzku (1976), Lesznie (1976, 1982) i Starej Morawie (1984) oraz zagranicznych. Autor wystroju wnętrz wielu urzędów i instytucji, w tym m.in. Sali Rajców w kłodzkim ratuszu oraz wnętrz zabytkowych kościołów. Pochowany został na cmentarzu w Kłodzku.